# 51号美国国道
51号美国国道（英語：U.S. Route 51）是一条南北方向的美国国道。该公路连接了路易斯安那州拉普拉斯和威斯康辛州艾昂县，全长1,286英里。